# 锡拉
锡拉（希臘語：Θήρα）是希腊南愛琴大區錫拉專區的市镇。行政中心为费拉。市镇面积为90.69平方公里，2021年人口数量为15,480人。
锡拉市镇包括整个圣托里尼岛环及其他一些岛屿。这些岛屿均属于基克拉泽斯群岛。锡拉市镇成立于2011年的地方政府改革中，其时费拉和伊亚两市镇合并为锡拉市镇，而两个前市镇则成为锡拉市镇的两个市区。